# 韩乔生
韩乔生（1957年10月11日—），河北邯郸人，汉族。曾就读于北京市第八十中学。中央电视台著名体育解说员，主持解说多项体育节目，因出错多而以“大嘴”闻名中国大陆，网友编有“韩乔生语录”（其中部分显然系杜撰）。喜欢在解说中做大胆而无厘头的调侃。2007年客串网络电影《十面埋妇》中的公司老总。

## 生平
1983年9月—1985年7月，北京广播电视大学现代汉语语言研究专业。1985年9月—1986年7月，北京体院（现北京体育大学）运动系学习、培训。1987年，在广州第六届全国运动会期间第一次作为主持人出现在中央电视台的屏幕上。1993年9月—1994年2月，北京外国语学院英语中级培训。